# Manon Livingstone
Manon Livingstone (født 28. januar 1997) er en australsk håndboldspiller. Hun spiller i Pays de Grasse Handball ASSPT på Australiens håndboldlandshold, som venstre back. Hun repræsenterede Australien, under VM 2019 i Japan.